# مشروع كمبر
مشروع كمبر أو كمبر بروجكت، ويعرف أيضًا باسم منشأة مقاطعة كمبر الطاقية أو محطة راتكليف، هي محطة توليد طاقة كهربائية وقودها الغاز الطبيعي تبنى حاليًّا في مقاطعة كمبر في مسيسيبي. بدأت شركة مسيسيبي باور، وهي فرع من ساوذيرن كومباني، بناء المحطة في عام 2010. كان المشروع الابتدائي المغذى بالفحم محوريًّا في خطة الرئيس أوباما المناخية، إذ كان يفترض أن يكون مبنيًّا على «الفحم النظيف» وكان يُدرس تلقيه مزيد من الدعم من الكونغرس وإدارة ترامب القادمة في أواخر 2016. لو عملت المحطة على الفحم، لكان مشروع كمبر محطةً كهربائية الأولى من نوعها التي تستخدم تقنيات التغويز واحتجاز الكربون بهذا الحجم من الإنتاج.
لوحظ وجود مشاكل في إدارة المشروع في مشروع كمبر. كان يفترض أن تدخل المحطة في الخدمة بحلول مايو 2014، بكلفة 2.4 مليار دولار. لم يوضع المشروع في الخدمة بعد (في يونيو 2017) وفاقت كلفته 7.5 مليار دولار. وفقًا لتحليل سييرا كلوب، فإن كمبر أكثر محطة طاقة مبنية كلفةً على الإطلاق، حسب قدرتها التوليدية. في يونيو 2017، أعلنت ساوذرن كومباني ومسيسيبي باور أن مشروع كمبر سيتحول لتحرق الغاز الطبيعي فقط في محاولة لإدارة النفقات.

## خلفية تاريخية
كمبر كاونتي مقاطعة صغيرة في شرق مسيسيبي، تبعد نحو 30 ميلًا شمال مدينة ميريديان. اختيرت كمبر كاونتي موقعًا للمحطة بهدف استعلال الفحم البني المحلي (الليغنايت)، وهو مصدر طبيعي غير مستغل، مع توفير تنوعية جغرافية للمساعدة في موازنة الطلب على الكهرباء وتقوية الوثوقية الكهربائية في مسيسيبي. مسيسيبي باور شركة طاقة كبيرة مقرها في غولفبورت، توفر الطاقة لكل من غولفبورت، بيلوكسي، هاتيسبورغ، ميريديان، باسكاغولا، كولومبيا، لورل، ويفلاند، بيكايون.
أرادت شركة مسيسيبي باور أن ينتج مشروع كمبر طاقة أنظف عن طريق استخدام دورة التغويز التكاملي المشترك وتقنيات احتجاز الكربون، ما يلغي معظم الانبعاثات الناتجة عادةً عن محطات الفحم التقليدية. صرحت دراسةٌ أجرتها ساوذرن كومباني (الشركة الأم لمسيسيبي باور) بأن مشروع كمبر كان ليكون «التزامًا كبيرًا ذا رؤية واسعة و ... سيساعد على الإعداد لمستقبل توليد الطاقة من الفحم»
في 3 يونيو 2010، صادقت لجنة الخدمة العامة في مسيسيبي على المشروع وبدأت مراسم التدشين الهائلة. كان الحاكم هيلي باربور حاضرًا.

## الجدول الزمني
- 2008: بدء التصميم الأولي
- 2010: لجنة الخدمة العامة في مسيسيبي توافق على المشروع
- 2010: يبدأ البناء
- 2011: يبدأ وضع الأساسات
- 2012: بدء البناء فوق الأرض
- 2013:
  - أغسطس: وصل خطوط نقل 230 كيلوفولط في الموقع
  - سبتمبر: حصول أول تشغيل لعنفة احتراق المحطة[14]
  - أكتوبر: مزامنة وحدة الدورة المشتركة لأول مرة مع الشبكة الكهربائية[15]
  - ديسمبر: تفعيل آخر خط نقل سيحمل الكهرباء[16]
- 2014:
  - يوليو: إجراء الاختبارات النيوماتيكية (الهوائية) على المغوزات المستخدمة لتحويل الفحم البني إلى غاز اصطناعي بنجاح[17]
  - يوليو: اختبار وحدة الدورة المشتركة المسؤولة عن توليد الكهرباء بنجاح[17]
  - أغسطس: وحدة الدورة المشتركة تعمل بشكل تجاري ومتوفرة لخدمة العملاء. أعلنت شركة مسيسيبي باور أن هذه أهم عقبة تم تجاوزها حتى ذلك الوقت.[18]
  - أكتوبر: تؤجل التأخيرات تاريخ إعلان بدء الخدمة إلى النصف الأول من عام 2016، وزيادة في الكلفة المقدرة إلى 6.1 مليار دولار.[19]
  - ديسمبر: إتمام 48 «نفخة بخار» بنجاح. نفخة البخار هي عملية نفخ البخار عبر الأنابيب لضمان نظافتها وإحكامها وخلوها من التسريبات.[20]
- 2015:
  - مارس: إتمام أول إشعال للمغوزات بنجاح. المغوزات، وهي حجر أساس المشروع، مصممة لتحويل الفحم البني إلى غاز اصطناعي (أو غاز اصطناع)، لاستخدامه في توليد الطاقة الكهربائية.[21]
  - مايو: قرر اتحاد الطاقة الكهربائية في جنوب مسيسيبي عدم شراء 15 بالمئة من أسهم مشروع كمبر.[22]
  - سبتمبر: عدلت مسيسيبي باور تاريخ الإنهاء المجدول إلى تاريخ بعد 19 أبريل 2016. بسبب هذا التأخير سيطلب من الشركة إعادة مبلغ 234 مليون دولار على شكل عائدات ضريبية للاستثمار إلى دائرة العائدات الداخلية (مصلحة الضرائب).[23]
- 2016:
  - مارس: أبلغت ساوذرن كومباني هيئة الأوراق المالية والبورصات الأمريكية أن كلفة مشروع كمبر ازدادت نتيجة «إصلاحات وتعديلات». أصبحت الكلفة المحدثة للمشروع 6.6 مليار دولار.[24]
  - يوليو: بدأ أول المغوزين الاثنين بإنتاج غاز الاصطناع.[25]
  - سبتمبر: ثاني المغوزين ينتج غاز الاصطناع.[26]
  - أكتوبر: المحطة تنتج الكهرباء باستخدام غاز الاصطناع من أول المغوزين.[27]
- 2017:
  - مارس: اكتشفت ساوذرن كومباني تسربات ستؤدي إلى التأخر عن الموعد المحدد في منتصف مارس لإتمام المشروع.[28]
  - يونيو: محطة كمبر الطاقية توقف تغويز الفحم.[7]